# Daradax grandis
Daradax grandis är en insektsart som beskrevs av Frederick Arthur Godfrey Muir 1931. Daradax grandis ingår i släktet Daradax och familjen Tropiduchidae. Inga underarter finns listade i Catalogue of Life.